# Marzieh Ahmadi
Marzieh Ahmadi, född 1941, död 1974, var en iransk politisk aktivist. 
Hon var verksam inom den marxistiska gerillan Fadaiyan-e-Khalq, som verkade mot shahen. Hon dödades i samband med en skottlossning från SAVAK och blev en känd aktivist inom rörelsen mot monarkin. 